# De Profundis (juego de rol)
De Profundis: cartas desde el abismo es un juego de rol creado por el escritor polaco Michal Oracz y publicado inicialmente en Polonia por la editorial Portal. La edición española corre a cargo de Edge Entertainment, bajo licencia de Hogshead Publishing, LTD.

## Introducción
De Profundis es un juego de psicodrama por carta. De la misma forma que un juego de rol permite que un grupo de personas (jugadores) interpreten un personaje bajo la dirección de un director de juego, el psicodrama elimina la necesidad de este último y permite que sean los propios jugadores quienes vayan creando la historia a medida que se sumergen en ella.

## Sistema de juego
El sistema de juego de De Profundis es muy sencillo, pues consiste en enviar y recibir cartas entre los jugadores, e ir tejiendo la historia entre todos ellos basándose en esas misivas.
Cada jugador describe un suceso, un lugar o un acontecimiento en sus cartas que los demás jugadores van complementando, añadiendo detalles adicionales, y creando nuevas direcciones que van dando forma a una trama envolvente creada por ellos mismos.

## Ambientación.
En el juego De Profundis, cartas desde el abismo, la ambientación de las partidas epistolares es variada, recomendando en él la época actual y la época de los años veinte y treinta (durante los sucesos narrados en la obra de Howard Philips Lovecraft).
En el juego, los jugadores van narrando sucesos extraños, o cualquier conjunto de acontecimientos misteriosos, y juntos van conformando una trama de misterio, terror y horror sobrenatural, aunque los límites no están circunscritos a este tipo de narraciones.

## Traducciones en castellano
Tanto la traducción en inglés como la traducción española fueron publicadas un año después de que fuera publicada la edición polaca original, en 2002. La edición en español corrió a cargo de la editorial sevillana Edge Entertainment.